# Woldemar de Lippe
 (juin 2021).
Si vous disposez d'ouvrages ou d'articles de référence ou si vous connaissez des sites web de qualité traitant du thème abordé ici, merci de compléter l'article en donnant les références utiles à sa vérifiabilité et en les liant à la section « Notes et références ».
Titre
4e prince de Lippe
8 décembre 1875 – 20 mars 1895
19 ans, 3 mois et 12 jours
Woldemar de Lippe, né le 18 avril 1824 à Detmold et mort le 20 mars 1895 dans la même ville, fut prince de lippe du 8 décembre 1875 au 20 mars 1895. Il est le troisième fils du prince Léopold II et d'Emilie.

## Biographie

### Jeunesse
Woldemar prince de Lippe est né à Detmold le troisième enfant de Léopold II, régnant prince de Lippe et son épouse la princesse Émilie de Schwarzbourg-Sondershausen (de) (1800-1867). Woldemar a été marié à la princesse Sophie de Bade (1834-1904) une fille de prince Guillaume de Bade, le 9 novembre 1858 à Karlsruhe . 
Après la mort de son frère Léopold III le 8 décembre 1875 Woldemar lui a succédé comme prince de Lippe. 
En 1892, avec les autres souverains allemands, Woldemar a assisté à une réunion à Berlin avec l'empereur allemand Guillaume II. Tandis que le Kaiser décrivait les autres souverains de l'empire comme ses vassaux, le  prince Woldemar interrompit le  souverain Prussien et affirma : 
« Non, Sire, pas vos vassaux. Vos alliés, si vous aimez ». 
Cela a été considéré comme le coup de grâce à l'ambition de l'empereur de devenir « empereur d'Allemagne » au lieu de « empereur allemand ».

### La mort et la régence litigieuse
Après sa mort à Detmold c'est son frère Alexandre qui lui a succédé comme prince de Lippe. La décision du prince Woldemar de nommer le prince Adolphe pour lui succéder fut le début d'un long conflit de dix ans entre les deux lignes de la Maison de Lippe, celle de Lippe Biesterfeld dirigée par le comte Ernest qui a revendiqué la régence, et les princes de Schaumburg-Lippe, Il y eut divers compromis et la question a finalement été résolue en 1905.